# A・E・ヴァン・ヴォークト

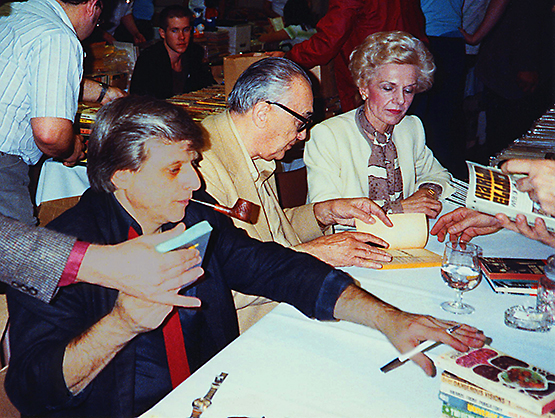
ハーラン・エリスン（左）、A・E・ヴァン・ヴォークト、リディア・ヴァン・ヴォークト

アルフレッド・エルトン・ヴァン・ヴォークト（Alfred Elton van Vogt, 1912年4月26日 - 2000年1月26日）は、カナダ出身の小説家で、20世紀中頃のSF黄金期を代表するSF作家の一人。
「Vogt」の発音記号は米国式 [voʊkt] あるいは英国式 [voʊkt] であり、日本語訳ではヴォークトやヴォクトとカタカナ表記される。
最初の配偶者は作家のエドナ・メイン・ハル。
「ワイドスクリーン・バロック」と呼ばれる作風を確立したとも言われ、その作品は、SFの古典として、様々な作品に多大な影響を及ぼした。日本、フランスといった諸外国でも人気を博し、ボリス・ヴィアンらにも愛読された。

## SF黄金時代
カナダのマニトバ州グレトナの東にあるウィニペグの、ロシア系メノナイトのコミュニティでオランダ系移民の3世として生まれた。子供時代は『アメージング・ストーリーズ』を愛読した。1931年にオタワで国勢調査の仕事に就くが、10ヶ月で退職し、ウィニペグに戻って、20歳頃から低俗雑誌で実話風の告白ものやラジオドラマの台本、業界誌のインタビュー記事などを書いていた。
27歳の時にドラッグストアで『アスタウンディング』誌を立ち読みしてジョン・W・キャンベルの「影が行く」に感動し、同誌編集長でもあったキャンベルに送った第2作、凶暴な宇宙生物クァールと人類との遭遇を描いた「黒い破壊者」が、『アスタウンディング』1939年7月号に掲載されて、SF界にデビュー。この作品はその号の巻頭を飾り、この号からSF黄金時代が始まったと言われることがある。この小説は即座に一種の古典となり、『エイリアン』などのSF映画に着想を与えた。この作品に「神経の戦い」（1950年）、「緋色の不協和音」（1939年）、「M-33星雲」（1943年）を組み合わせて長編『宇宙船ビーグル号の冒険』（1950年）に仕立てている。作家デビューと同時期に、作家のエドナ・メイン・ハルと結婚（1939年）。
翌年頃から一つ覚えの怪物屋という評も現れ、シートンの『灰色グマの伝記』をヒントにして『スラン』の第1章を書き、『アスタウンディング』1940年9−12月号に連載、キャンベルはこれに「ノヴァ・ストーリー」の称号を与え、当時の人気投票で『スラン』への投票が100％（投票者全員が1位に推した）になるという快挙を成し遂げた。スランと呼ばれる超人類と旧人類が葛藤している世界を描いたもので、類似のテーマはその後もよくヴァン・ヴォークト作品に登場する。ヴォークトの死後、晩年に残した草稿に基づく続編 Slan Hunter が、未亡人のリディアとケヴィン・J・アンダースンにより執筆され、2007年に出版された (ISBN 978-0765316752)。
1941年、専業作家となることを決め、カナダ国防省を退職した。1942年から「地球最後の砦」「協力せよせよ、さもなくば」「逃亡の惑星」「武器店」消されし時を求めて」と立て続けに中編を発表し、第二次世界大戦で召集されていく作家たちの穴を埋め、その後数年間、大量の短編小説を書いた。1950年以降になると、それらを後から繋ぎ合わせて長編に仕立て上げており、これを自身では "fix-up" と呼んでいた。その手法の嚆矢であり確立者である。

## 戦後の変化
1944年、ヴァン・ヴォークトはハリウッドに移り、第二次世界大戦が終わると彼の作風は新たな次元へと進化した。ヴァン・ヴォークトは常々、知識の網羅的体系という考え方に興味を持っていた。初期の作品（ビーグル号）にも 'Nexialism' （ネクシャリズム）と名付けた総合的学問によって異星人の行動を分析するという話が出てくる。
またこの頃注目を集めていたアルフレッド・コージブスキーの一般意味論に興味を持ち、これをテーマとして2冊の長編『非Aの世界』、『非Aの傀儡』を書く。「非A（Null-A、なる・えー）」の「A」は「アリストテレス」の略であり、一般意味論の別名「非アリストテレス的論理」を意味し、再帰的かつ条件付きの演繹的推論よりも、直観的な帰納的推論を重視し、それを実践するための能力の開発を唱えたものである。1980年代にはこの3作目 Null-A Three を書いている。
ヴァン・ヴォークトはまた、戦後明らかになった全体主義、警察国家の内情に大きな衝撃を受けた。彼は大陸の中国を舞台にした主流小説 The Violent Man （1962年）を書いた。この執筆のために中国に関する本を100冊ほど読んだという。同時に、彼は専制君主制を擁護するような小説も書いている。具体例として、《武器店》シリーズや『宇宙嵐のかなた』がある。
ヴァン・ヴォークトは、原語で800語前後に分けられた一場面ごとに冒頭と末尾で状況の簡潔な描写を行い、その中に起承転結の山場を盛り込む独特の構成方法を特徴としている。時間軸を錯綜させることもよくある。その創作技法を考案した原点として、オタワでの公務員時代に読んだ作家になるためのハウツー本、Thomas Uzzell の Narrative Technique と John Gallishaw の The Only Two Ways to Write a Story と Twenty Problems of the Short-Story Writer を挙げている。
アイデアは夢から生じたものが多いという。彼は睡眠中に90分ごとに起き、夢で見たことを書き残していた。
マーチン・ガードナーの『奇妙な論理』（原題in the Name of Science, 1952年）によれば、ヴァン・ヴォークトは何度となく疑似科学・宗教に騙されている。弱視に悩まされたゆえか、「眼鏡をかけなければ視力が回復する」というインチキ科学（ベイツ式近視矯正法。アメリカの眼科医ウィリアム・ホレイショ・ベイツが唱えたもので眼筋鍛錬で回復出来るという）に騙された。ガードナーがヴァン・ヴォークトに会いに行った時には、眼鏡をはずしていたため何度となく頭を壁にぶつけていた。
1950年代、ヴァン・ヴォークトはL・ロン・ハバードのプロジェクトに関与するようになっていった。ジョン・W・キャンベルが『アスタウンディング』にハバードの論文を掲載したことから影響を受け、ハバードが創始したダイアネティックス（現在のサイエントロジー教会）の西海岸支部を作り被験者のトラウマを取り除くための聞き役（治療者）として活動した。その後ハバードとは決別したが、その信者に脅されるなどして悩まされ、数年間作家活動が停滞したと主張している。1952年に税金対策からアメリカに帰化。この時期は古い短編の "fixup" に終始した。1960年代にはフレデリック・ポールに励まされ作家活動を再開した。
1979年に映画『エイリアン』が「緋色の不協和音」に酷似しているとして20世紀フォックス社を訴え、同社は翌年示談金5万ドルを払った。1990年代に入ってから、アルツハイマー症を患い執筆不能となる。2000年1月26日に肺炎の合併症ために死去した。

## 評価
1942年に発表した「地球最後の砦」などから込み入ったプロットが特徴的になり、L・スプレイグ・ディ・キャンプは「まるで八組の野球チームが、おなじダイヤモンドで同時に試合をし、どのベースもホーム・プレートで、一人のピッチャーを全部のチームがわけあっている感じ」と評した。1946年、ヴァン・ヴォークトは最初の妻であるE・メイン・ハルと共に第4回のワールドコンのゲストとして招待された。
1980年には "Casper Award"（後のカナダのSFの賞であるオーロラ賞の前身）の功労賞を受賞した。1995年にはアメリカSFファンタジー作家協会からグランド・マスター賞を授与された。1996年にはワールドコンで長年の作家活動を称えて特別賞を受賞し、Science Fiction and Fantasy Hall of Fame では最初に殿堂入りする4人の中に選ばれた。
SF作家仲間のフィリップ・K・ディックは、ヴァン・ヴォークトの小説の説明されていない部分、主人公が認識していない部分でもっと何かが起きていたと感じ、それによってSFへの興味が駆り立てられたと述べている。
デーモン・ナイトはヴァン・ヴォークトの作品についてまた違った見方をしている。In Search of Wonderという評論集の中の "Cosmic Jerrybuilder: A. E. van Vogt" と題した節で『非Aの世界』を「ことによるとこれまで出版された中で最悪の大人向けSF小説」だとしている。ナイトはヴァン・ヴォークト作品全般について次のように述べている。
一般にヴァン・ヴォークトは私から見ると次のような基本的な点で作家として失敗している。第一に彼のプロットは検証に耐えない。第二に彼の言葉の選び方や文の構造は手探りであって無自覚である。第三に彼は光景を視覚化できないし、人物もリアリティに欠ける。
ナイトはこのエッセイでヴァン・ヴォークトについて「全く偉大ではない。彼は巨大なタイプライターを操作することを学んだ小人だ」と結論している。
ジョン・W・キャンベルの書簡集の中で、キャンベルは「奴は最初の一文であなたをつかまえ、一文ごとに目をひきつけ、最後まであなたを離さないだろう」と書いている。
ハーラン・エリスンは10代のころにヴァン・ヴォークトを読み始めたが、「ヴァンは宇宙や人類についての考え方を教えてくれた最初の作家」だと記している。
大原まり子は『武器製造業者』を自身の考えるベストSFとしてあげ、「私はこの小説から、政治、歴史、恋愛について学んだ。豪華絢爛なSF、まさにSF!」と記している。
2012年には彼の名を冠したA・E・ヴァン・ヴォークト賞がカナダで創設された。

## 作品リスト

### 長編
- 『スラン』 SLAN, 1946年
- 『武器製造業者』 The Weapon Makers, 1947年
- The Book of Ptath 1947年
- 『非（ナル）Aの世界』 The World of Null A, 1948年
- 『宇宙船ビーグル号の冒険』 The Voyage of the Space Beagle / Mission:Interplanetary, 1950年
- 『ロボット宇宙船』 [3]The House That Stood Still, 1950年（The Mating Cry, 1960年）
- 『イシャーの武器店』 The Weapon Shops of Isher, 1951年
- 『宇宙嵐の彼方』 The Mixed Man / Mission to the Stars, 1952年
- 『宇宙製造者』 The Universe Maker, 1953年
- 『惑星売ります』 Planets for Sale, 1954年（E・メイン・ハル（夫人）と共著）
- 『非（ナル）Aの傀儡』 The Pawns of Null-A / The Player of Null-A, 1956年
- The Mind Cage, 1957年（The Great Judge(1948)の長編化）
- 『見えざる攻防』 Siege of the Unseen, 1959年
- The War Against the Rull, 1959年（1940 – 1950発表の6短編のFix-up）
- Earth's Last Fortress, 1960年
- 『銀河帝国の創造』 The Wizard of Linn, 1962年 - 『原子の帝国』(Empire of the Atom)の続編
- The Violent Man, 1962年 - 非SFのサスペンス小説
- 『月のネアンデルタール人』  The Beast, 1963年（Moonbeast, 1969）
- 『目的地アルファ・ケンタウリ』 Rogue Ship, 1965年
- The Winged Man, 1966年（E・メイン・ハルと共著）
- The Changeling, 1967年
- The Silkie, 1969年（1964 – 1967発表の3短編のFix-up）
- 『未来世界の子供たち』 Children of Tomorrow, 1970年
- Quest for the Future,  1970年（1943 – 1946発表の3短編のFix-up）
- The Battle of Forever, 1971年
- The Darkness on Diamondia, 1972年
- Future Glitter,  1973年（Tyranopolis, 1977）
- The Man with a Thousand Names,  1974年
- The Secret Galactics,  1974年（Earth Factor X, 1976）
- Supermind,  1977年（1942 – 1968発表の3短編のFix-up。1965発表「Research Alpha」はジェイムズ・H・シュミッツと共作）
- The Anarchistic Colossus,  1977年
- Renaissance,  1979年
- Cosmic Encounter,  1979年
- Computerworld, 1983年（Computer Eye (1985)）
- Null-A Three, 1984年
- To Conquer Kiber, 1985年（フランス語版、ルーマニア語版のみ刊行）

### 短編集
- 『拠点』 The Rull - 日本オリジナル
- 『地球最後の砦』 Earth's Last Fortress / Masters of Time, 1950年
- 『時間と空間のかなた』 Away and Beyond, 1952年
- 『終点：大宇宙』 Destination: Universe!, 1952年
- 『原子の帝国』 Empire of the Atom & Siege of the Unseen, 1959年
- 『モンスターブック』 Monsters, 1965年

他に短編、エッセイ等あり。